# Helen Gahagan

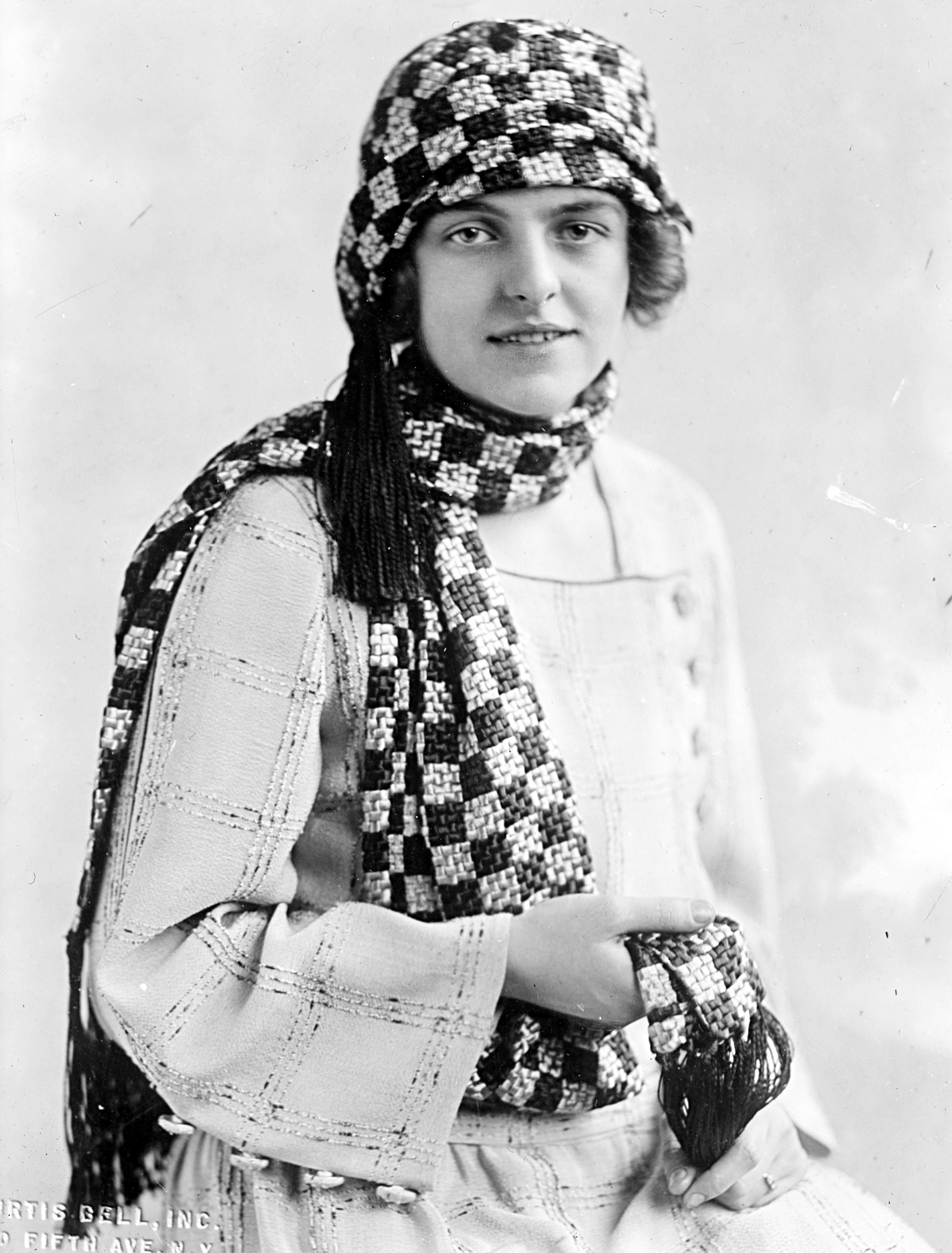
Helen Gahagan, 1920er Jahre

Helen Gahagan (* 25. November 1900 in Boonton, Morris County, New Jersey; † 28. Juni 1980 in New York) war eine US-amerikanische Schauspielerin, Sängerin und unter dem Namen Helen Gahagan Douglas Politikerin der Demokratischen Partei.

## Leben
Helen Gahagan wurde als Tochter einer irischstämmigen Familie geboren. Einer der Vorfahren, William Gahagan, war um 1700 von Irland in die USA ausgewandert, wurde Farmer und gehörte zu den Gründern von Dayton, Ohio. Ihr Vater Walter Gahagan war ein erfolgreicher Bauingenieur, der durch Eisenbahnbau zu Wohlstand gekommen war, ihre Mutter Lilian eine ehemalige Schullehrerin. Helen Gahagan wuchs mit ihren vier Geschwistern – den zwei Jahre älteren Zwillingen William und Frederick, ihrem jüngeren Bruder, Walter Jr. und ihrer jüngeren Schwester, Lillian, in Brooklyn, New York City, auf, ging hier zur Schule. Sie ging zwei Jahre lang zum Barnard College, New York City, bevor sie ihre Karriere als Schauspielerin begann.

### Künstlerische Laufbahn
Ihre darstellerischen Fähigkeiten und ihr gutes Aussehen ließen sie schon bald bei Publikum und Kritikern Beachtung finden. Schon 1922 gab sie im Alter von 22 Jahren  ihr Broadway-Debüt und wurde nach weiteren Auftritten in Broadway-Aufführungen neben Helen Hayes und Katharine Cornell zum Broadway-Star. 1928 zog sie sich von der Schauspielerei zurück, um sich zur Opernsängerin ausbilden zu lassen. Im Anschluss daran hatte sie auf europäischen Bühnen mehrere erfolgreiche Auftritte. 1930 kehrte sie nach New York – und zum Theater – zurück.
In Tonight or Never der letzten Broadway-Produktion von David Belasco, lernte sie Melvyn Douglas kennen, den sie 1931 heiratete. Gahagan behielt ihren Geburtsnamen bei. 1933 zog das Paar nach Los Angeles, Kalifornien, und Sohn Peter wurde geboren. In den folgenden Jahren hatte Helen Gahagan weitere Bühnenauftritte, so in Moor Born (1934), Mary of Scotland (1934) und Stars Remain (1936). Helen Gahagan spielte in nur einem Hollywood-Film. 1935 bekam sie die Hauptrolle in dem Film She – Herrscherin einer versunkenen Welt (She). Der Film, der ein finanzielles Desaster wurde, basiert auf der gleichnamigen Novelle von Henry Rider Haggard.

### Politische Laufbahn

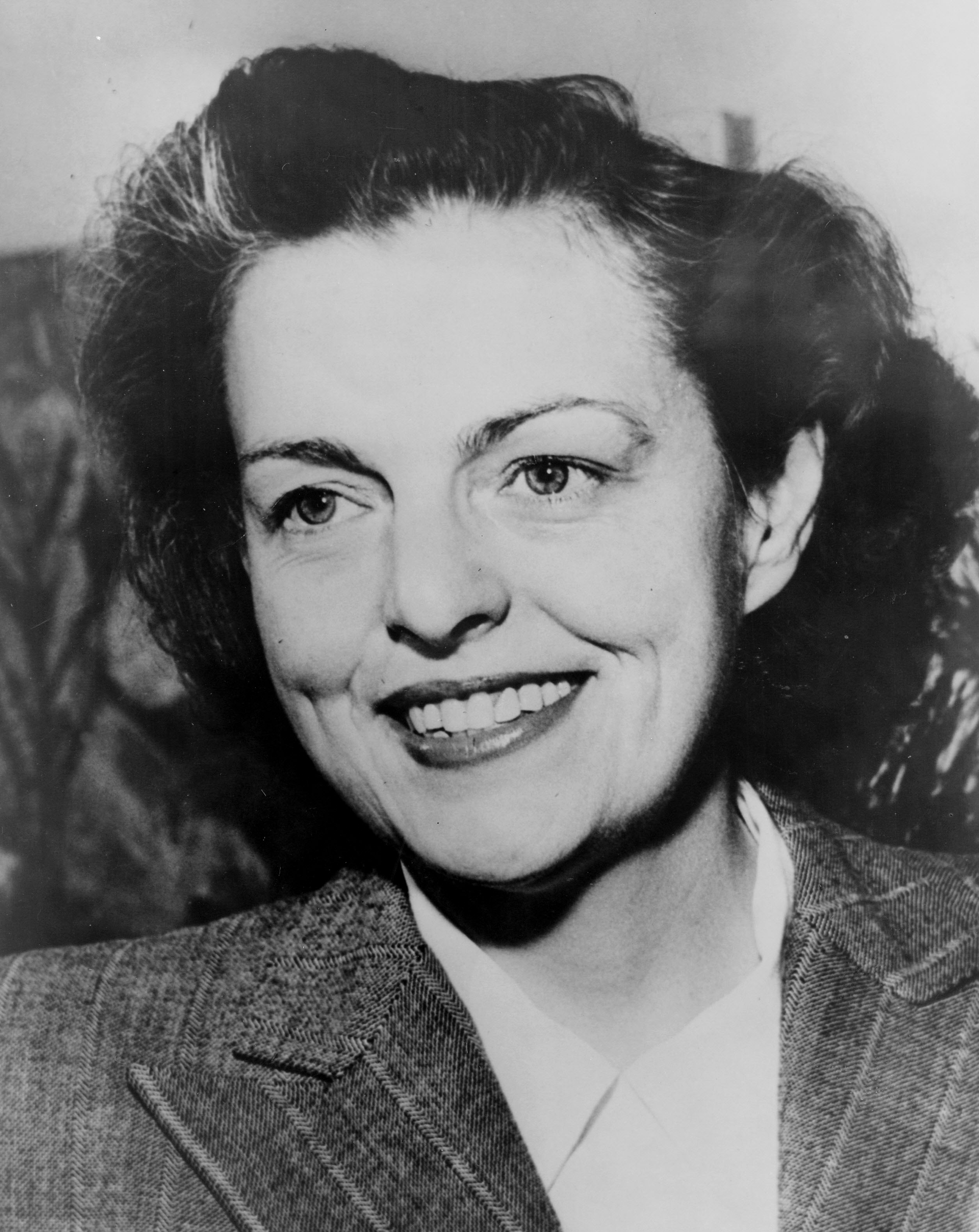
Helen Gahagan Douglas, 1945

Danach kehrte Helen Gahagan Bühne und Filmindustrie den Rücken und wandte sich der Politik zu. Die sozialen Auswirkungen der Weltwirtschaftskrise, insbesondere in den armen ländlichen Gebieten Kaliforniens, deutlich vor Augen, wurde sie politisch bewusst und aktiv. Sie verließ die Republikanische Partei, deren Mitglied sie bis dahin aus Familientradition gewesen war, trat den Demokraten bei und engagierte sich zunehmend in der New-Deal-Politik. 1938, wenige Wochen nachdem ihre Tochter Mary Helen geboren worden war, besuchte sie Lager der Wanderarbeiter, versuchte deren Lebensbedingungen zu verbessern, half Spendengelder für sie aufzutreiben, veranstaltete ein Weihnachtsfest für 5.000 bedürftige Kinder.
Sie wurde eine überzeugte Verfechterin von Franklin D. Roosevelts New-Deal-Politik, wurde insbesondere von dessen Frau, Eleanor Roosevelt, unterstützt und gefördert. Mit Freunden an höchster Stelle, vermögend, ausnehmend gut aussehend, wurde Helen Gahagan schon bald zur bedeutendsten Frau in der Demokratischen Partei Kaliforniens. Ihr wurden zahlreiche Funktionen übertragen, um auf nationaler Ebene für die Belange der Demokraten zu streiten.
1944 wurde sie als Abgeordnete für Kaliforniens 14. Wahlbezirk in den Kongress gewählt. Sie konnte ihr Mandat im Repräsentantenhaus durch zweimalige Wiederwahl vom 3. Januar 1945 bis 3. Januar 1951 halten (79., 80. und 81. Kongress der Vereinigten Staaten).
1950 bewarb sich Helen Gahagan um einen Sitz im Senat. In der Primary der Demokratischen Partei in Kalifornien konnte sie über den bis dahin amtierenden Senator Sheridan Downey zwar triumphieren, wurde aber dann bei der eigentlichen Wahl vom Kandidaten der Republikanischen Partei, Richard Nixon (dem späteren Präsidenten), geschlagen.
Nixon war zu diesem Zeitpunkt Kongressabgeordneter. Im November 1946 war es ihm gelungen im 12. Distrikt von Kalifornien einen Sitz im 80. Kongress zu erringen. Er hatte den Demokraten Jerry Voorhis, einem überzeugten Anhänger der New-Deal-Politik, der bis dahin insgesamt fünfmal hintereinander immer wiedergewählt worden war (75. bis 79. Kongress / 3. Januar 1937 bis 3. Januar 1947) schlagen können. Für diesen Erfolg wurde Nixon von seiner Partei mit einem Sitz im berüchtigten „Komitee für unamerikanische Umtriebe“ belohnt und avancierte schon bald zu einem der bekanntesten Vertreter der McCarthy-Verfolgungen. Vor allem sein Vorgehen im Alger-Hiss-Fall schob ihn ins Rampenlicht und verschaffte ihm auf gesamtstaatlicher Ebene große Bekanntheit und seine Wiederwahl ins Repräsentantenhaus (81. Kongress / 1949–1950) war ohne Probleme erfolgt.
Nixons Vorgehen im nun folgenden Wahlkampf um einen Sitz im Senat wurde schon bald als Prototyp einer „smear campaign“ – einer Verleumdungskampagne – bezeichnet. Auf dem außenpolitischen Hintergrund des Kalten Krieges, des ausbrechenden Koreakrieges und der immer mehr an Gewicht gewinnenden McCarthy-Hatz auf tatsächliche und vermeintliche Kommunisten diffamierte Nixon Helen Gahagan als Kommunistin, stigmatisierte sie als „Pink“ (deutsch: Rosa), „Pinko“ oder „The Pink Lady“ (deutsch: die rosa Dame) und verstieg sich zu Bemerkungen wie „(she is) pink right down to her underwear“ (deutsch: sie ist rosa bis zur Unterwäsche). Die Titulierung „Pink“ oder „Pinko“ wurde in damaliger Zeit mit Sympathisant der Kommunistischen Partei gleichgesetzt.
Gahagan revanchierte sich mit der Bezeichnung „Tricky Dick“, ein Spitzname, der Nixon durch seine politische Karriere begleitete.
Helen Gahagan starb mit 79 Jahren an Lungen- und Brustkrebs.